# Thoothukudi
Thoothukudi (o Tuticorin) è una suddivisione dell'India, classificata come municipality, di 216.058 abitanti, capoluogo del distretto di Thoothukudi, nello stato federato del Tamil Nadu. In base al numero di abitanti la città rientra nella classe I (da 100.000 persone in su).

## Geografia fisica
La città è situata a 8° 46' 60 N e 78° 7' 60 E e ha un'altitudine di 2 m s.l.m..

## Società

### Evoluzione demografica
Al censimento del 2001 la popolazione di Thoothukudi assommava a 216.058 persone, delle quali 107.781 maschi e 108.277 femmine. I bambini di età inferiore o uguale ai sei anni assommavano a 22.817, dei quali 11.393 maschi e 11.424 femmine. Infine, coloro che erano in grado di saper almeno leggere e scrivere erano 176.367, dei quali 91.343 maschi e 85.024 femmine.